# Боязнь пауков
«Боязнь пауков» (англ. Arachnophobia; другие названия — «В паутине страха», «Боязнь пауков», «Арахнофобия») — американский пародийный фильм ужасов 1990 года режиссёра Фрэнка Маршалла. Исполнительный продюсер — Стивен Спилберг.

## Сюжет
В амазонской сельве в Венесуэле от укуса паука погибает американский натуралист. Гроб с его телом отправляют в США вместе с забравшимся туда пауком. Оказавшись в калифорнийском городке Канайма, паук быстро осваивается и приступает к размножению.
Молодой врач Росс Дженнингс переезжает в город и открывает частную практику. Местные жители не проявляют доверия к новичку, особенно после того, как у него на руках по неизвестной причине умирает несколько пациентов. Однако вскоре очередной жертвой «эпидемии» становится его конкурент — старый доктор Сэм. Россу удаётся выяснить, что причиной многочисленных смертей являются невиданные в их краях пауки. Несмотря на сильную арахнофобию, Росс вместе с другими добровольцами вступает в борьбу с пауками и, в конце концов, убивает их королеву, обнаруженную в его собственном доме.

## В ролях
- Джефф Дениэлс — доктор Росс Дженнингс
- Харли Джейн Козак — Молли Дженнингс
- Джон Гудмен — Дэлберт Макклинток
- Джулиан Сэндс — доктор Джеймс Атертон
- Стюарт Панкин — шериф Ллойд Парсонс
- Брайан Макнамара — Крис Коллинз
- Марк Л. Тейлор — Джерри Мэнли
- Генри Джонс — доктор Сэм Меткалф
- Питер Джейсон — Генри Биквуд
- Джеймс Хэнди — Милтон Бриггз
- Мэри Карвер — Маргарет Холлинс

## Съёмки фильма

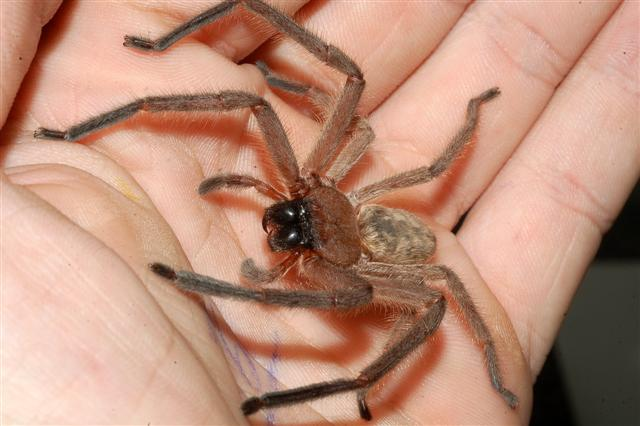
Delena cancerides на ладони

- Съёмки южноамериканских сцен сделаны в Венесуэле.
- В роли зловещих пауков-убийц снят Delena cancerides (374 экземпляра), которые действительно относятся к социальным паукам, но не проявляют эусоциальности. Эти пауки безопасны для человека. Также этот вид пауков снят в фильме «Человек-паук» (2002).

## Критика и сборы
Фильм получил в целом одобрительные отзывы о режиссуре и игре актёров. Вместе с тем, фильм критиковали за крайнюю штампованность и использование всех банальных ходов из фильмов ужасов. Другие критики восприняли то же самое как пародию на эти штампы.
Фильм при бюджете в 31 млн долларов собрал в прокате 53 млн, и ещё порядка 30 млн на продажах видео.

## Награды и номинации
Премия «Сатурн», 1991:
- Лучший фильм ужасов — победа
- Лучшая мужская роль (Джефф Дэниэлс) — победа
- Лучшая режиссура (Фрэнк Маршалл) — номинация
- Лучший сценарий (Дон Джакоби, Уэсли Стрик) — номинация
- Лучшая мужская роль второго плана (Джон Гудмен) — номинация[3]